# Tramea carolina
Tramea carolina ist eine Libellen-Art der Gattung Tramea aus der Unterfamilie Pantalinae. Verbreitet ist die Art hauptsächlich im südlichen Kanada und in den östlichen Teilen der USA bis nach Texas.

## Merkmale

### Bau der Imago
Die T. carolina erreicht eine Länge von 45 bis 54 Millimetern, wobei 30 bis 36 Millimeter davon auf das Abdomen entfallen.
Vornehmlich ist das Tier rot. Anfangs ist das Gesicht blass wird aber mit dem Alter rot. Der obere Teil des Kopfes, mitsamt der Vertex, hingegen wird metallisch violett. Der Thorax ist rötlich braun und trägt keine weiteren Markierungen.
Die Hinterflügel erreichen eine Länge von 41 bis 46 Millimetern. Des Weiteren weist der Hinterflügel ein fast undurchsichtiges rotbraunes Band auf, dass sich bis zum äußeren Ende der Analschleife erstreckt. Die Venen in diesem Bereich sowie jene entlang der vorderen Flügelränder sind ebenfalls rot. Die Beine sind am Ansatz braun danach dunkler.
Das Abdomen ist bei jungen Tieren braunrot, bei ausgewachsenen färbt es sich leuchtend rot. Die Segmente acht und neun sind größtenteils schwarz.

## Weblink
- Tramea carolina in der Roten Liste gefährdeter Arten der IUCN 2013.2. Eingestellt von: Paulson, D. R., 2007. Abgerufen am 24. Februar  2014.